# Corryocactus quadrangularis
Corryocactus quadrangularis ist eine Pflanzenart in der Gattung Corryocactus aus der Familie der Kakteengewächse (Cactaceae). Das Artepitheton quadrangularis leitet sich von den lateinischen Worten quadr- für ‚vier-‘ sowie angularis für ‚eckig‘ ab und verweist auf die viereckigen Triebe der Art.

## Beschreibung
Corryocactus quadrangularis wächst strauchig mit von der Basis aus verzweigten ausgespreizten und manchmal hängenden Trieben von 4 bis 5 Zentimeter Durchmesser und erreicht Wuchshöhen von 1 bis 1,5 Meter. Es sind vier bis fünf (selten bis sechs) tiefe, flügelartige, gewellte Rippen vorhanden. Die darauf befindlichen Areolen sind schwarz filzig, die daraus entspringenden Dornen weißgelblich. Die ein bis zwei kräftigen Mitteldornen sind 4 bis 6 Zentimeter lang. Es werden etwa sechs Randdornen ausgebildet.
Die goldgelben bis karminroten Blüten sind 4 bis 5 Zentimeter lang. Die rötlich grünen Früchte weisen Durchmesser von bis zu 3 Zentimeter auf.

## Verbreitung, Systematik und Gefährdung
Corryocactus quadrangularis ist in der peruanischen Region Ayacucho bei Puquio in Höhenlagen von 3300 Metern verbreitet.
Die Erstbeschreibung als Erdisia quadrangularis erfolgte 1957 durch Werner Rauh und Curt Backeberg. Friedrich Ritter stellte die Art 1958 in die Gattung Corryocactus.
In der Roten Liste gefährdeter Arten der IUCN wird die Art als „Data Deficient (DD)“, d. h. mit keinen ausreichenden Daten geführt.

## Nachweise